# Dơi quạ Aru
Pteropus aruensis là một loài động vật có vú trong họ Dơi quạ, bộ Dơi. Loài này được Peters mô tả năm 1867.
Loài này được tìm thấy ở quần đảo Aru ở Indonesia. Trước đây được coi là một phân loài của dơi quạ râu quai nón đen.